# 21698 МакКерен
21698 МакКерен (21698 McCarron) — астероїд головного поясу, відкритий 7 вересня 1999 року.
Тіссеранів параметр щодо Юпітера — 3,430.